# Гагары
Гага́ры (лат. Gavia) — род водоплавающих птиц, относящихся к монотипичному в настоящее время отряду гагарообразных (Gaviiformes) и обитающих на севере Европы, Азии и Америки. Представляют собой компактную группу близкородственных видов, заметно выделяющуюся среди остальных птиц. В мировой фауне сейчас насчитывается всего пять видов гагар, наиболее распространённый вид — чернозобая гагара.

## Описание
Водоплавающие птицы размером с гуся или крупную утку, от которых отличаются остроконечным (не плоским) клювом. Длина гагарообразных от 53 до 91 см, размах крыльев от 106 до 152 см, масса от 1 до 6,4 кг. У летящих гагар бросаются в глаза относительно маленькие крылья, ноги выдаются далеко назад, как бы вместо хвоста. В полёте слегка «сутулятся», прогибая книзу шею, чем тоже отличаются от гусей и уток. От поганок отличаются крупными размерами, более массивным телом, в брачное время — отсутствием удлинённых украшающих перьев на голове. Наиболее заметное анатомическое отличие — строение ног (у гагар три передних пальца соединены перепонкой, тогда как у поганок перепонки меж пальцами нет. Цевка сильно уплощена.
Внешность самцов и самок одинакова: оперение брюшной стороны белое, а верхней чёрное с белыми пестринами либо серовато-бурое. На голове и шее имеется характерный для каждого вида рисунок. У молодых, так же как у взрослых птиц в период зимовок, этого рисунка нет, а окраска оперения более монотонная — белый низ и тёмный верх.
Кости скелета не полые, как у других птиц. Они очень твердые и тяжёлые, что помогает гагарам в нырянии. Гагары настолько приспособлены к водной среде, что по суше передвигаются с большим трудом, и увидеть их на берегу удаётся очень редко. Как правило, гагары не ходят, а скользят на ступнях, из-за чего создаётся впечатление, что они ползают на брюхе. Гагары даже спят на воде и посещают сушу только в период гнездования.

## Голос
Голос очень громкий и разнообразный, состоит из пронзительных воплей и стонов. В период гнездования характерен громкий крик «га-га-га-ррра». У краснозобой гагары этот клич издают оба партнёра, у других же видов — только самец.
Предостерегающий крик у чернозобой, краснозобой и белошейной гагар — карканье, похожее на воронье, у белоклювой и черноклювой гагар этот звук более всего напоминает визгливый смех, отсюда возникла поговорка «Полоумный, как гагара». 
- Клич черноклювой гагары
- Тревожный крик черноклювой гагары

## Распространение

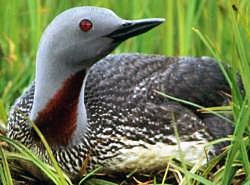
Краснозобая гагара

Населяют тундровую и лесную зоны Европы, Азии и Северной Америки, где распространены на север до самых отдалённых островов. В Азии обитают также по степным озёрам и на озёрах высокогорных хребтов Южной Сибири.
Гагары проводят всю свою жизнь на воде либо в непосредственной близости от неё. Встречаются как у морского побережья, так и на озёрах и реках. Зимуют по берегам незамерзающих морей. В Европе это Северное и Балтийское моря, а также север Средиземного моря. В Америке это побережье Тихого океана на юг до Калифорнийского полуострова и побережье Атлантического океана до Флориды. В Азии это побережье Китая до острова Хайнань.
Интересен путь миграции северо-сибирской популяции чернозобых гагар. Зимуют эти птицы на Чёрном море, весной летят сначала на Балтийское, а уже потом на Белое море. Такое поведение, когда пути миграции на зимовку и с зимовки различаются, характерно только для немногих видов птиц.

## Образ жизни

### Активность
Гагары прекрасно плавают и замечательно ныряют, иногда погружаясь до 21 метра и оставаясь под водой до 1,5 минуты. Всю жизнь проводят на воде, выходя на сушу только в период гнездования. Преимущественно морские птицы, пресноводные водоёмы посещают лишь в период размножения и на пролёте, а в остальное время постоянно держатся на море.

Гагара в полёте

Взлетают с воды, долго разбегаясь против ветра. Полёт гагар быстрый и, в отличие от уток, маломаневренный, с частыми взмахами крыльев, несколько опущенной головой. Садятся тоже только на воду, при этом приподнимают крылья, отставляют ноги назад и в таком положении совершают плавную глиссирующую посадку на брюхо. На воде сидят низко и при опасности чаще ныряют, а не взлетают. Во время передвижения под водой пользуются главным образом ногами, которые отнесены далеко назад. Иногда при нырянии пользуются крыльями, но обычно крылья плотно уложены на спине и прикрыты от намокания кроющими перьями самих крыльев, спины и длинными боковыми, образующими специальный «карман». Ещё одно приспособление от намокания — смазывание оперения жиром надхвостовой копчиковой железы. Перьевой покров густой, с толстым слоем пуха. От переохлаждения спасает и слой подкожного жира.
У взрослых птиц линька начинается осенью, перед отлётом, брачное оперение меняется на тусклое зимнее. В разгар зимы происходит одновременное выпадение маховых перьев, и птицы на 1—1,5 месяца теряют способность к полёту. К апрелю снова приобретается летний наряд.
Зимуют на тёплых морях. Молодые остаются там на всё первое лето или даже до достижения половозрелости. Весной прилетают сравнительно поздно, когда много чистой воды. Стаи гагар в полёте выглядят рассеянными группами, между птицами промежутки в несколько метров, иногда и десятки метров. Даже в паре самец и самка летят поодаль друг от друга.
Живут гагары более 20 лет. Пары постоянны и, предположительно, сохраняются пожизненно.

### Питание
Питаются гагары почти исключительно мелкой рыбой, которую, как правило, ловят при нырянии. В их желудках находят также моллюсков, ракообразных, червей, насекомых; эти группы животных особенно большую роль играют в питании птенцов. Иногда в пищу употребляются растения. Кормятся гагары на крупных озёрах, реках и в море.

### Размножение

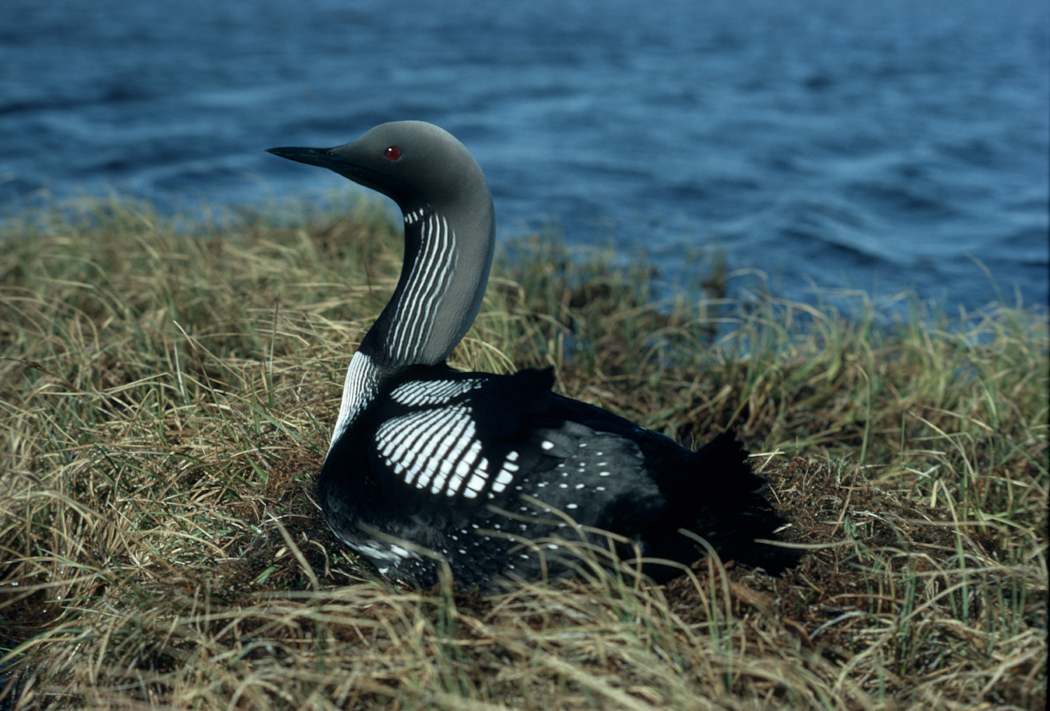
Чернозобая гагара (Gavia arctica)

Размножаться начинают в возрасте не менее 3 лет. Гнездятся на стоячих водоёмах с чистой водой. Гнездо располагается вплотную к воде, обычно на отлогом берегу с травянистой растительностью, и состоит из той же травы, что растёт в окрестностях гнезда, и из отмерших растений. От гнезда к воде ведут один-два (реже — три-четыре) лаза, по которым птицы заползают в гнездо и сходят в воду. На топких берегах гнездо может представлять собой внушительную кучу из мокрого, в основном уже гниющего, растительного материала. Лоток неглубокий, в гнезде почти всегда мокро. На плотных берегах подстилки может не быть вовсе, и яйца лежат на торфе или другом голом грунте. Настоящих плавающих гнезд, как у поганок, гагары не делают.
Яиц в кладке как правило 2, редко 1, и как редчайшее исключение — 3. Они имеют продолговато-овальную форму и красивую, очень тёмную оливково-коричневую или зелёно-бурую окраску, с тёмно-бурыми или чёрными крапинами и небольшими пятнами. Яйца лежат в гнезде обычно не вплотную, а чуть поодаль одно от другого. Самка откладывает их с промежутком до нескольких дней. Насиживают поочерёдно в течение 24—29 дней оба члена пары, но в основном самка.
От ворон, чаек, поморников и других мелких разорителей гагары могут кладку защитить. Если же к гнезду подходит собака, человек или кто-то другой, представляющий серьёзную опасность, насиживающая птица сначала затаивается на гнезде, пригнув вытянутую шею, а затем тихо сползает в воду и выныривает уже в отдалении, молча плавает с внешне безучастным видом. На насиженной кладке сидит более плотно, ближе подпускает хищника, нередко отвлекает его от гнезда шумными демонстрациями — ныряет, кричит, хлопает крыльями, «танцует» на воде.
Период инкубации составляет около 4 недель. Птенцы покрыты густым тёмно-серым пухом. Вскоре после вылупления они могут хорошо плавать и нырять, но в первые дни часто сидят на берегу, затаившись среди травы. Родители кормят их водными беспозвоночными, мелкой рыбёшкой. Взрослея, птенцы учатся ловить добычу сами. Приобретают самостоятельность и способность к полёту в возрасте 6—7 недель.

## Люди и гагарообразные

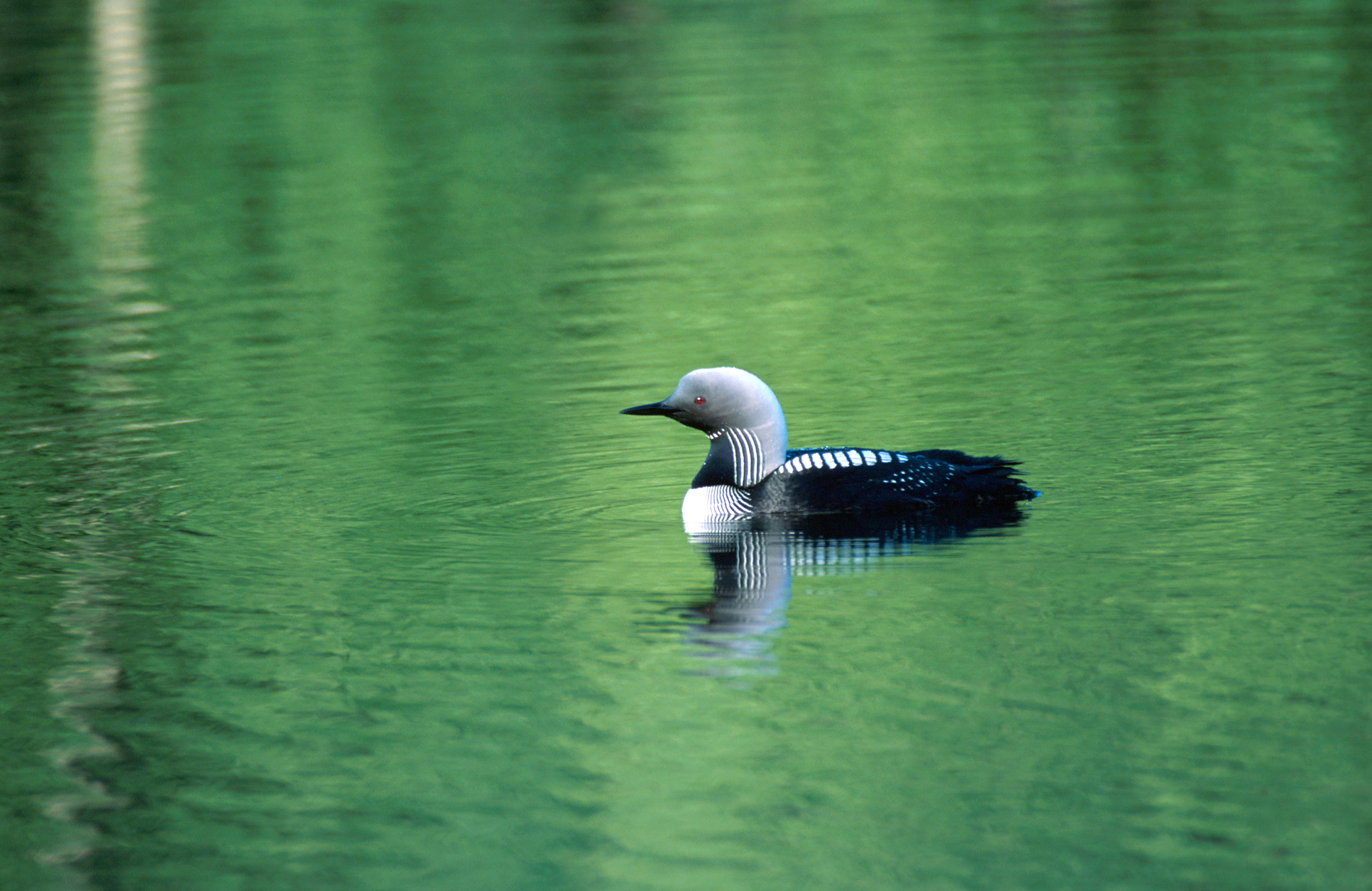
Белошейная гагара (Gavia pacifica)

В небольшом количестве гагар попутно с другими промысловыми птицами добывают коренные народы Крайнего Севера, используя мясо в пищу. Ранее из гагарьих шкурок (белые грудь и брюшко) делали дамские шапки, существовал специальный промысел гагар на «птичий мех», или «гагарьи шейки». Мода на такие изделия прошла, и промысел в настоящее время не ведётся.
Репродуктивный потенциал гагар очень низок, они осторожны и редко поселяются рядом с людьми. Часто гибнут в рыболовных сетях, от легкомысленной стрельбы скучающих охотников и от всевозможных загрязнений, особенно нефтяных.
Долгое время в городе Хоторн (Невада, США) на берегу близлежащего солёного горного озера Уокер ежегодно проводился Фестиваль гагар: сотни людей встречали стаи этих птиц, которые делали остановку, чтобы отдохнуть и покормиться во время миграции. С 2009 года фестиваль пришлось отменить, так как Уокер мелеет, вследствие чего повышаются его солёность и концентрация в воде вредных веществ. Теперь птицы облетают это озеро стороной.

## Эволюционная история
Гагары, вероятно, одна из самых древних групп среди современных птиц. Наиболее древняя ископаемая гагара найдена в верхнем олигоцене Северной Америки — небольшая птица рода Colymboides. Имеется также ряд более древних остатков, относящихся к концу мелового периода, но их принадлежность к гагарообразным в настоящее время оспаривается. Род гагар (Gavia) появляется с нижнего миоцена. Кроме пяти ныне существующих видов, известно девять ископаемых видов относящихся к роду Gavia:
- † Gavia brodkorbi Howard, 1978
- † Gavia concinna Wetmore, 1940 [syn. Gavia palaeodytes Wetmore, 1943]
- † Gavia egeriana Svec, 1982
- † Gavia fortis Olson & Rasmussen, 2001
- † Gavia howardae Brodkorb, 1953
- † Gavia moldavica Kessler, 1984
- † Gavia paradoxa Umanskaja, 1981
- † Gavia schultzi Mlíkovsky, 1998

Морфологически и, похоже, в родственном плане гагарообразные близки к пингвинообразным и трубконосым. Гагары грубо конвергенты с поганками. Эти два отряда птиц не имеют ничего общего ни в морфологии, ни в экологии.

## Систематика

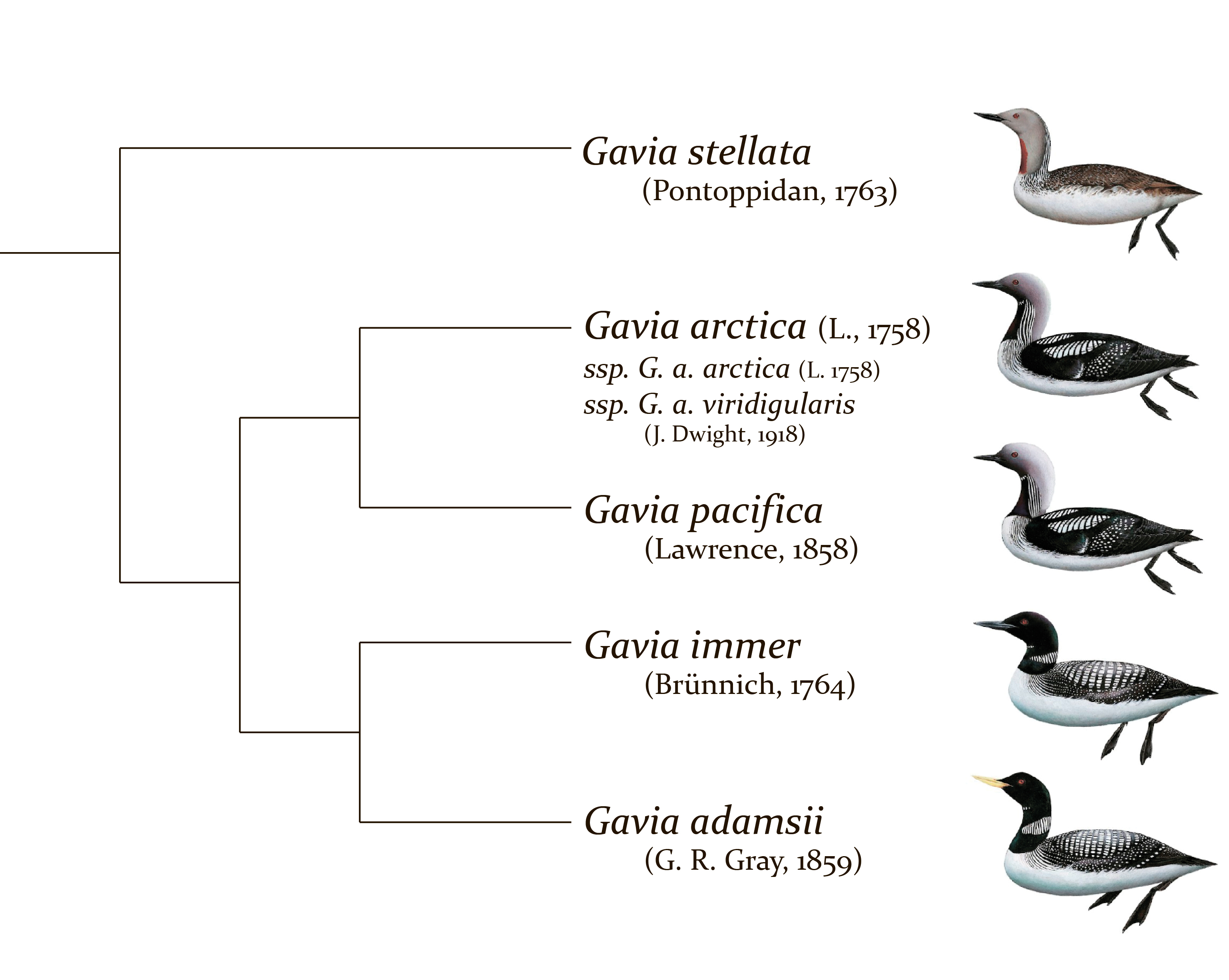
Кладограмма современных представителей рода Gavia

Традиционно гагарообразные считались близкими с поганкообразным, на которых они во многом похожи как внешне, так и по образу жизни. Карл Линней в 1758 г. поместил оба семейства в группу видов Colymbus, которая в свою очередь входила в группу Anseres, объединявшую практически всех известных на то время водоплавающих птиц. Долгое время зоологи придерживались линеевской классификации гагарообразных. В конце XIX века гагарообразные и поганкообразные были впервые разделены на два семейства, которые считались родственными. Леон Гарднер был в 1925 году первым зоологом, который ставил под сомнение родство гагарообразных и поганкообразных. Более поздние исследования, выявили что сходство между этими семействами является результатом конвергентной эволюции.
Все современные  гагарообразные относятся к одному семейству гагаровых (Gaviidae) и к одному роду гагар (Gavia). Ранее выделяли четыре вида, но последние исследования выявили что белошейная гагара, считавшаяся подвидом чернозобой гагары, является отдельным видом.
| Название                                 | Научное название | Численность мировой популяции | Охранный статус                     | Тренд | Фото |
| ---------------------------------------- | ---------------- | ----------------------------- | ----------------------------------- | ----- | ---- |
| Белоклювая гагара                        | Gavia adamsii    | 16 000—32 000                 | Близки к уязвимому положению (NT)   | ▼     |      |
| Краснозобая гагара                       | Gavia stellata   | 200 000—600 000               | Вызывающие наименьшие опасения (LC) | ▼     |      |
| Чернозобая гагара                        | Gavia arctica    | 275 000—1 500 000             | Вызывающие наименьшие опасения (LC) | ▼     | \|   |
| Белошейная гагара (тихоокеанская гагара) | Gavia pacifica   | 930 000—1 600 000             | Вызывающие наименьшие опасения (LC) | ▲     | \|   |
| Черноклювая гагара (полярная гагара)     | Gavia immer      | 612 000—640 000               | Вызывающие наименьшие опасения (LC) | ▬     |      |